# Waltari
A Waltari egy finn metalegyüttes. Jelenlegi tagok: Kartsy Hatakka, Jariot Lehtinen, Sami Yli-Sirniö, Ville Vehvilainen, Kimmo Korhonen, Nino Silvennoinen és Jani Hölli. Volt tagok: Sale Suomalainen, Janne Parviainen, Roope Latvala, Mika Jarvelainen és Janne Immonen. 1986-ban alakultak meg Helsinki-ben. Zeneileg experimental ("kísérletezős"), alternatív és progresszív metalt játszanak. Nevüket egy finn íróról, Mika Waltari-ról kapták.

## Diszkográfia
Stúdióalbumok
- Monk-Punk (1991)
- Torcha! (1992)
- So Fine! (1994)
- Big Bang (1995)
- Yeah! Yeah! Die! Die! - Death Metal Symphony in Deep C (1996)
- Space Avenue (1997)
- Radium Round (1999)
- Rare Species (2004)
- Blood Sample (2005)
- Release Date (2007)
- Below Zero (2009)
- Covers All! - 25th Anniversary Album (2011)
- You Are Waltari (2015)